# Непригожая
«Непригожая, или Дочь боярина» (нем. Die Tochter des Bojaren) ― опера в одном действии, написанная Эллой Адаевской в 1873 году.

## История

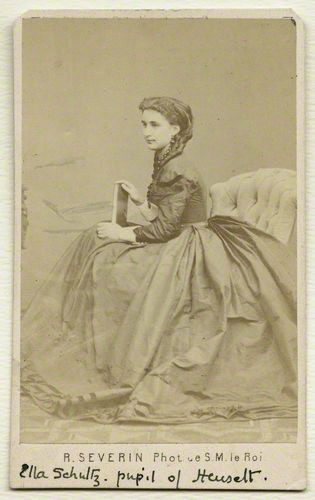
Элла Адаевская

Опера, которая была указана самой Адаевской как её «соч. 5», была написана ею по либретто Рудольфа Минцлова, переведённому с немецкого языка на русский Петром Ивановичем Калашниковым, который также перевёл много песен Адаевской. Опера была написана в период 1872/3, но часто пересматривалась композитором вплоть до 1920-х годов. Либретто на русском языке было напечатано в Санкт-Петербурге в 1873 году. Рукописная фортепианная партитура (клавир) носит название на немецком языке: Salomonida, die Tochter des Bojaren. В литературе встречается также название «Непригожая, или Соломонида Сабурова».

### Постановка
Исследователи не располагают данными относительно того, была ли эта опера когда-либо представлена от начала до конца. Известно, что ария сопрано из оперы была исполнена в середине 1870-х годов в Петербурге неким солистом с оркестром под управлением Николая Римского-Корсакова. 23 апреля 1877 года увертюра и ряд отрывков из оперы были исполнены в Итальянском театре в Париже. Среди участвовавших артистов: альт ― мадемуазель Шульц, тенор ― Оттавио Нувелли и меццо-сопрано ― Аделаида Борги-Мамо.

## Сюжет
Место действия ― крепость под Новгородом, начало XVI века. Сюжет представляет собой вольную фантазию, основанную на истории брака великого князя Василия III и его супруги Соломонии Сабуровой. Соломония, дочь боярина, становится жертвой предрассудков своего отца, который считает, что его прекрасная жена когда-то была ему неверна и дочь ― не его. Он отвергает доказательства, опровергающие эту клевету. Он убеждает Соломонию в том, что она безобразна, и даже ставит по всему замку кривые зеркала, чтобы укрепить эту идею в сознании Соломонии. Однажды в окрестностях появляется сам великий князь, который выдаёт себя за купца. Увидев Соломонию, он сразу же влюбляется в неё и с помощью обычного зеркала показывает ей, что она на самом деле прекрасна. Требуя её руки от отца, Василий также опровергает слухи о матери Соломонии, и всё заканчивается счастливо.